# Lavrenti Seriakov
Lavrenti Avksentievitch Seriakov (russe : Лаврентий Авксентьевич Серяков) né 1824 et mort en 1881 est un peintre et graveur russe.

## Biographie
Lavrenti Seriakov est né le 28 janvier 1824 (9 février dans le calendrier grégorien), dans le petit bourg de Jizdra, dans le gouvernement de Kalouga. Son père est soldat dans le 3e régiment de carabiniers, originaire d'une famille paisanne du village de Kholpov, dans l'ouïezd de Soligalitch du gouvernement de Kostroma.  
A l'automne 1832, il est incorporé comme cantoniste dans le régiment de son père, qui devient en 1833 le régiment de grenadiers de Kiev. Il est chanteur, et fait partie à partir de 1834 du chœur de la division. En 1836 il est musicien du régiment, et passe deux ans dans le bataillon militaire de cantonistes à Pskov.   
En 1843 Serikov est muté comme commis aux écritures à Saint-Pétersbourg, dans le département des colonies militaires. Il y développe une passion pour la lecture et le dessin, et attire l'attention de ses supérieurs par ses talents de dessinateur. Il est orienté, après un examen, vers la topographie. Ne souhaitant pas passer toute sa vie dans une caserne avec ses camarades, et préférant un coin à lui avec sa mère, il se fait recruter comme concierge dans une maison du pereoulok Oziorni. Il n'arrête pas de dessiner, et s'efforce également d'accomplir toutes ses tâches de topographe et de concierge. Il fait à cette époque, en 1846, ses premières expériences de gravure sur bois,  en autodidacte, sans en connaître les outils et les techniques, avec simplement un couteau.        
En avril 1847, après avoir été remarqué par le prince Vladimir Odoïevski le topographe Seriakov est inscrit à l'Académie impériale des beaux-arts, sur décision de l'empereur Nicolas II. Il suit les cours de K. K. Clodt, et il obtient le titre de peintre, après avoir présenté une gravure faite d'après une étude de Rembrandt, Tête d'un vieillard de profil. Seriakov est par la suite envoyé à l'étranger : il passe cinq ans à Paris, où il travaille dans l'atelier de Best, le fondateur de la revue Le Magasin pittoresque.
Son œuvre, publiée notamment dans L'illustration (Иллюстрация) est vite reconnue, et il est considéré comme un des meilleurs graveurs sur bois de l'Empire russe. Il devient en 1864 le premier et le seul académicien dans sa spécialité.

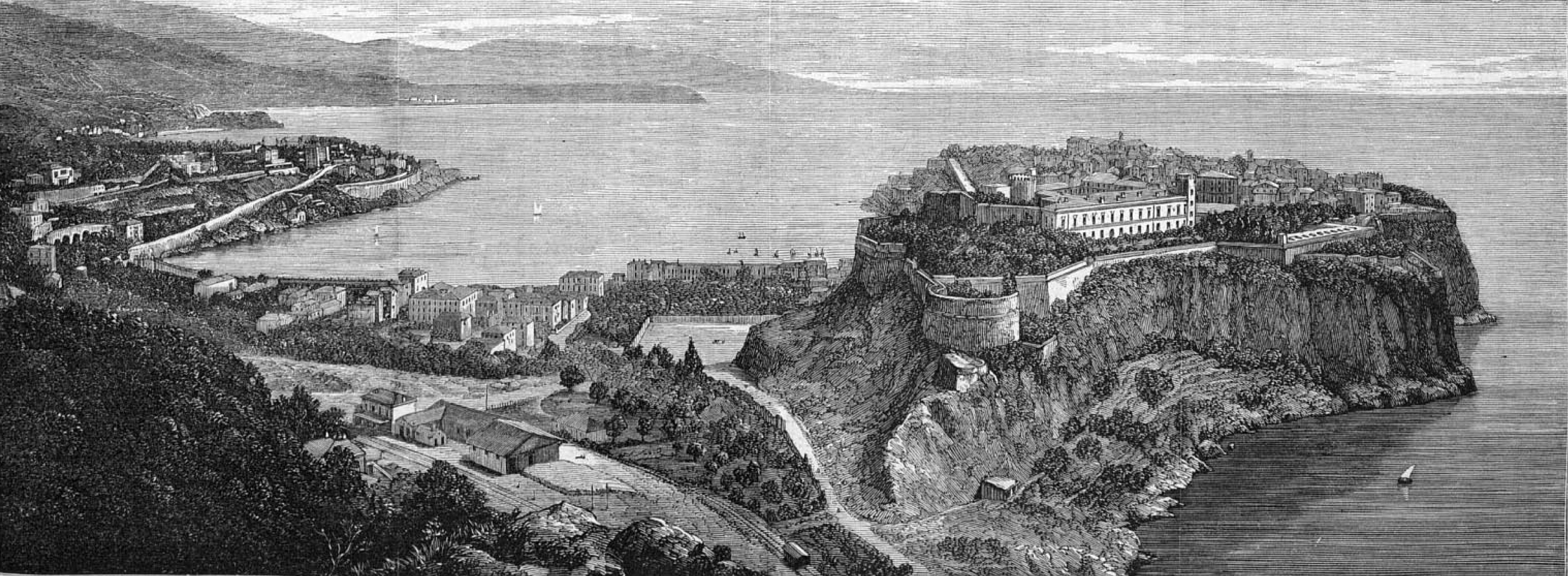
Panorama de Monaco (1874), d'après un dessin de Rezanov.

Il est à l'origine de l'école russe de gravure sur bois, avec ses successeurs et ses élèves. Koublo, P. F. Borissov, Vassili Mate, I. I. Matiouchine, G. I. Gratchev, L. Krueger, I. I. Ianniko ont entre autres été ses élèves.
En 1874, il part pour des raisons de santé à l'étranger, et à partir de ce moment il ne travaille plus que sur des commandes de la revue Rouskaïa Starina. C'est cette revue qui publie ses mémoires, en 1885.
Seriakov meurt le 2 janvier 1881 à Nice, et y est enterré. Rousskaïa publie alors un essai d'ensemble sur son œuvre, de la plume de Nicolas Sobko (ru).

## Œuvre
Les polytypages de Seriakov et en particulier les portraits qu'il a gravés, ont largement été publiés en Russie, et également en France.  

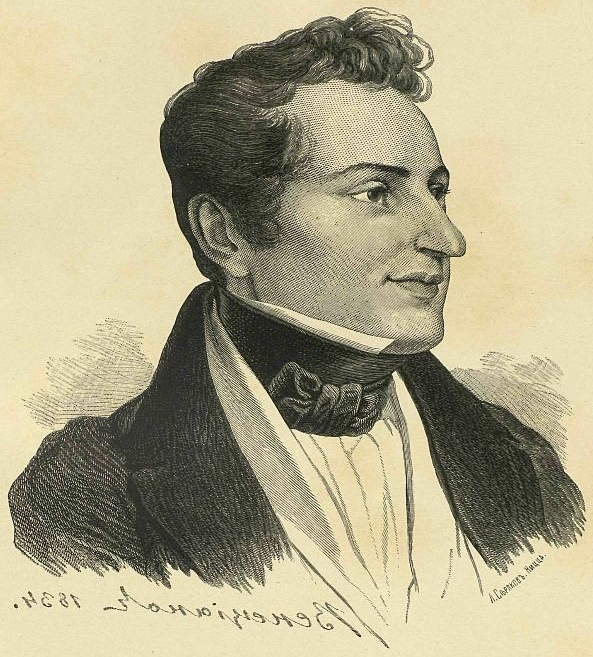
Nicolas Gogol. Gravure de Seriakov (1878), d'après une lithographie de Venetsianov de 1834.

Seriakov illustre en particulier Vsemirnaïa Illioustratsia (62 gravures, dont Les contes, récits, essais et discours d'Édouard Laboulaye, Niva, entre 1870 et 1873, Rousskaïa Starina, entre 1870 et 1881, Famille et école («Семья и школа»), les Contes populaires. recueil pour les jeunes («Народные сказания . Сборник для юнош»), en 1871 ; l’Histoire de la littérature russe («История русской литературы») de Piotr Polevoï (ru), les Contes du chat Mourlyka («Сказки Кота-Мурлыки»), de Nikolai Vagner (ru) en 1872 ; le Recueil de dessins sur la défense de Sébastopol, présenté au tsarévitch héritier («Сборник рукописей, представленных Наследнику Цесаревичу о Севастопольской обороне севастопольцами») en 1872 et 1873 ; les différentes éditions de l’Histoire de la patrie («Отечественная история») de Sergueï Rojdestvenski (ru) («Отечественная история», 1873, 1875, 1877, 1880) ; Lumière de la mode («Модный свет») de 1867 à 1883 ; la Bibliothèque russe («Русская библиотека») et Horizon («Кругозор») en 1876.
Une édition de Rousskaïa Starina parue en juin 1882 recense une partie de ses œuvres, dont des tailles-douces. 
Une gravure de Seriakov, représentant le joueur d'échec A. D. Petrov, a inspiré le tableau de Grigori Miassoïedov, Seul à seul ou le jeu d'échecs.

## Écrits
- (ru) « Моя трудовая жизнь. Рассказ гравера, академика Л. А. Серякова. 1824—1875. » [« Ma vie de travail. Récit du graveur et académicien L. A. Seriakov. 1824-1875. »], Rousskaïa Starina, vol. 14,‎ 1875, № 9, p. 161—184 ; № 10, p. 339-366 ; № 11, p. 506-516. (lire en ligne).